# 弗朗托
弗朗托（英語：Marcus Cornelius Fronto，100年—170年），古罗马修辞学家与文学家，出生于基尔塔。早年曾在罗马城求学，后凭借出色的口才而为人所熟知。曾于马尔库斯·奥里略和路奇烏斯·維魯斯等人身边供职。公元143年担任执政官。著有《弗朗托致马尔库斯·奥里略的书信》等著作。他亦被认为是仅次于西塞罗的演说家之一，他凭借其才能积累了惊人的财富。晚年生活凄凉，其作品现仅存残篇。